# Dyspessa kostjuki
Dyspessa kostjuki — вид лускокрилих комах родини червиць (Cossidae).

## Поширення
Вид поширений в Україні та Росії. Типовий зразок виявлений в заповіднику Провальський степ в Луганській області. Також трапляється в Криму.

## Опис
Довжина переднього крила 9-12 мм. Передні крила блідо-жовтого забарвлення, задні крила сірі.